# Xen (álbum)
Xen é o primeiro álbum de estúdio da artista venezuelana de música eletrônica Arca, lançado em 4 de novembro de 2014 pelo selo Mute Records.  O álbum foi gravado de maneira amplamente improvisada durante um período de seis meses em 2014.

## Desenvolvimento
O título do álbum faz referência ao "espírito feminino" de Ghersi, conforme retratado na arte e nos vídeos do álbum. Segundo a artista, o designer Jesse Kanda perguntou "se eu tinha um nome de garota quando criança, eu disse a ele que tenho essa imagem na cabeça quando ouço uma música minha que eu realmente amo ou me sinto feliz. Eu me movo bem devagar de uma maneira muito afeminada, fecho meus olhos e vejo esse ser nu que existe na frente de uma platéia. Todos são simultaneamente atraídos e repelidos  por isso".
Ao refletir, ela sentiu que "Essas eram todas as projeções da minha psiquê; de como eu via minha própria sexualidade e como me envolvia com as pessoas através das lentes dessa sensualidade." Xen é um 'it' [pronome]. Eu me inclino a chamar Xen de 'ela' em resposta ao fato de que a sociedade historicamente se inclina para que os homens que tenham mais poder. Eu chamar Xen de 'ela' é uma equalização disso." Isso se reflete no vídeo da música "Thievery". Ghersi observou que os títulos das músicas têm pouco significado, exceto "Failed", que foi escrita sobre seu namorado Daniel Sannwald.

## Recepção critica
No Metacritic, que atribui uma classificação de 0 até 100, o álbum recebeu uma pontuação média de 79, com base em 22 críticas, indicando "críticas geralmente favoráveis".  O AllMusic disse que "a maneira como Arca brinca e decora o tempo, permitindo que sons e humores mudem espontaneamente, faz de Xen uma imagem completa de sua arte e também promete muito mais". A revista Clash descreveu o álbum como detentor de "um alcance cativante, às vezes inexplicável, que variam entre altos e baixos sofridos".  Consequence of Sound afirmou que "o tempo que Arca passou ao lado de Gesaffelstein aumentou sua compreensão do espaço entre batidas e o poder emotivo dessas hesitações". The Observer disse que o Xen é "um daqueles álbuns que elegantemente reafirma o apelo da música digital, expressando tons e estados de ser que estão fora do espectro analógico".
A Pitchfork declarou: "Tomado como um todo, é um álbum sobre unidades instáveis, coisas que não podem ser facilmente unidas, tudo se desfazendo e sendo reunido novamente em formas novas e desconhecidas". O PopMatters disse: "Esse é um material inflexível, com pouca contenção, e o efeito final é aquele que veste não apenas seu coração, mas também sua alma". A revista Resident Advisor disse que "o Xen permanece tão singular - e ao mesmo tempo tão brilhante - quanto o restante do catálogo de Arca".  A revista Fact escreveu: "Mesmo que as qualidades dela enquanto produtora não estejam em questão, a produção de Xen é muito irregular para realizar plenamente as ambições de Ghersi. Ainda assim, dificilmente faltam idéias."

## Lista de faixas
| Críticas profissionais | Críticas profissionais |
| Pontuações agregadas   | Pontuações agregadas   |
| Fonte                  | Avaliação              |
| ---------------------- | ---------------------- |
| Metacritic             | 79/100                 |
| Avaliações da crítica  |                        |
| Fonte                  | Avaliação              |
| AllMusic               | [ 15 ]                 |
| Consequence of Sound   | A−                     |
| Mixmag                 | 5/5                    |
| Mojo                   | [ 18 ]                 |
| The Observer           | [ 19 ]                 |
| Pitchfork              | 8.4/10                 |
| Q                      | [ 21 ]                 |
| Resident Advisor       | 3.5/5                  |
| Rolling Stone          | [ 23 ]                 |
| Uncut                  | 8/10                   |

| Versão padrão  |                   |         |  |
| N.º            | Título            | Duração |  |
| 1.             | "Now You Know"    | 3:58    |  |
| 2.             | "Held Apart"      | 1:20    |  |
| 3.             | "Xen"             | 3:18    |  |
| 4.             | "Sad Bitch"       | 1:55    |  |
| 5.             | "Sisters"         | 2:21    |  |
| 6.             | "Slit Thru"       | 2:12    |  |
| 7.             | "Failed"          | 3:40    |  |
| 8.             | "Family Violence" | 2:13    |  |
| 9.             | "Thievery"        | 2:33    |  |
| 10.            | "Lonely Thugg"    | 2:56    |  |
| 11.            | "Fish"            | 2:07    |  |
| 12.            | "Wound"           | 2:09    |  |
| 13.            | "Bullet Chained"  | 2:51    |  |
| 14.            | "Tongue"          | 2:52    |  |
| 15.            | "Promise"         |         |  |
| Duração total: | Duração total:    | 39:24   |  |

| Faixa bônus japonesa |             |         |  |
| N.º                  | Título      | Duração |  |
| 1.                   | "Boyfriend" | 3:43    |  |

| Vinil 10” Lado C |            |         |  |
| N.º              | Título     | Duração |  |
| 1.               | "Empath"   | 1:37    |  |
| 2.               | Sem título | 2:58    |  |
| 3.               | Sem título | 1:51    |  |
| 4.               | "Vanity"   | 2:30    |  |

| Vinil 10” Lado D |                                   |         |  |
| N.º              | Título                            | Duração |  |
| 1.               | "Dog Crying at Its Owner's Grave" | 3:05    |  |

| ????? Edition (faixas bônus) |                                                                       |         |  |
| N.º                          | Título                                                                | Duração |  |
| 16.                          | "????? A" ("Empath", "Get in the Fucking Car", "Snatch" and "Vanity") | 9:08    |  |
| 17.                          | "????? B"                                                             | 2:21    |  |
| 18.                          | "Xen" (music video)                                                   | 3:20    |  |
| 19.                          | "Thievery" (music video)                                              | 2:33    |  |

## Paradas
| Paradas (2014)                         | Posição |
| -------------------------------------- | ------- |
| Álbuns japoneses (Oricon)              | 109     |
| US Dance/Electronic Albums (Billboard) | 8       |
| US Independent Albums (Billboard)      | 47      |
| US Top Heatseekers Albums (Billboard)  | 6       |